# Мухіна Віра Гнатівна
Віра Гнатівна Му́хіна (справжнє прізвище — Мухіна-Замкова; 1 липня 1889, Рига — 6 червня 1953, Москва) — російський радянський скульптор, художник і педагог; член Товариства російських скульпторів з 1926 року, дійсний член Академії мистецтв СРСР з 1947 року.

## Біографія
Народилася 19 червня [1 липня] 1889 року в місті Ризі (нині Латвія) у спадковій купецькій сім'ї. Дитячі та юнацькі роки, з 1892 по 1904 рік, провела в Феодосії, де у місцевій гімназії здобула початкову художню освіту. З 1904 року мешкала в Курську, закінчила Курську гімназію, після чого переїхала до Москви, де у 1909—1911 роках займалася в школі Костянтина Юона та Івана Дудіна; у 1911 році — у скульптурній студії Ніни Синициної та з кінця 1911 року у майстерні Іллі Машкова.
На початку 1912 року, катаючись на санчатах, врізалася в дерево і пошкодила ніс. Була відправлена опікунами до Парижа, де перенесла кілька пластичних операцій. До 1914 року мешкала в Парижі, навчалася в приватній школі Філіппо Колароссі, в академіях «Ля Палетт» в Анрі Ле Фоконьє, «Ґранд-Шом'єр» у Антуана Бурделя. 1914 року здійснила подорож Італією, вивчаючи скульптуру та живопис періоду Ренесансу. Того ж року повернулася до Росії.

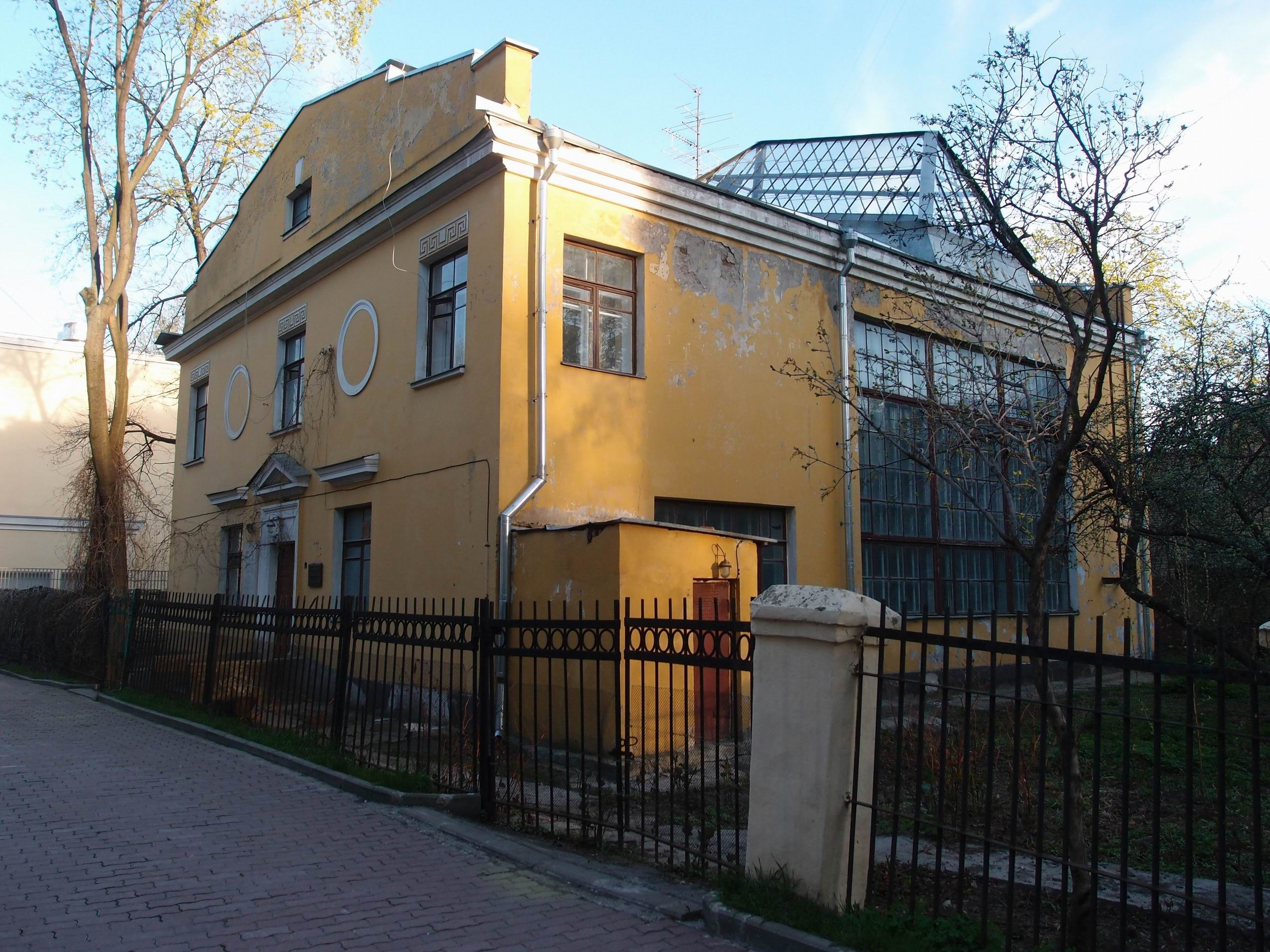
Будинок на провулку Островського (нині Пречистенський), № 5А.

З початком Першої світової війни пройшла курс сестер милосердя і працювала в лазаретах до середини 1918 року. 1918 року взяла шлюб із військовим лікарем Олексієм Замковим.
У 1926—1927 роках вела класи ліплення у Московському художньо-промисловому технікумі та у 1926—1930 роках викладала скульптуру у Вищих художньо-технічних майстернях.
Протягом 1930—1932 років разом з чоловіком перебувала у засланні у Воронежі. З кінця 1930-х років працювала на Ленінградському фарфоровому заводі, на початку 1940-х — в експериментальному цеху художнього скла при Ленінградській дзеркальній фабриці. Під час німецької-радянської війни з 1941 року до травня 1942 року була в евакуації у Каменську-Уральському, де її чоловік працював хірургом у місцевій лікарні, потім була викликана до Москви.
Протягом 1947—1953 років мешкала в Москві в будинку на провулку Островського, № 5А. Померла в Москві 6 жовтня 1953 року. Похована в Москві на Новодівичому цвинтарі (ділянка № 2). Надгробний пам'ятник — бронзове погруддя скульпторки на гранітному п'єдесталі. Автори — скульптори 3інаїда Іванова, Ніна Зеленська, архітектор Олександр Заварзін.

## Творчість
Працювала у галузях станкової і монументальної скульптури, графіки, театрально-сценічного і прикладного мистецтва. Після Жовтневої революції брала участь у реалізації Ленінського плану монументальної пропаганди. До робіт цього періоду відносятся:
- проєкт пам'ятника Миколі Новікову (1918, глина, не зберігся)[13];
- проєкт пам'ятника Володимиру Загорському (1921, гіпс, Державний центральний музей сучасної історії Росії)[5];
- проєкт пам'ятника Якову Свердлову, відомий під назвою «Полум'я революції» (1922—1923, гіпс, Державний центральний музей сучасної історії Росії[5]; 1954, бронза, Третьяковська галерея[14]; віск, Музей Віри Мухіної у Феодосії[15]).

1923 року разом з Олександрою Екстер оформила павільйон газети «Известия» на Всеросійській сільськогосподарській і кустарно-промисловій виставці в Москві. Протягом 1923—1926 років створювала проєкти одягу і малюнки для тканин. Разом з Надією Ламановою розробляла етикетки, книжкові обкладинки, ескізи тканин і ювелірних прикрас. Створена за її ескізами колекція одягу була удостоєна Гран-прі на Паризькій виставці 1925 року.
У 1930 році для міжнародного конкурсу на проєкт пам'ятника Тарасу Шевченку в Харкові разом з Вадимом Меллером підготувала два варіанти:
- у першому варіанті запропонувала об'єднати монумент із водограєм, створивши цілісний архітектурний ансамбль на майдані Мойсея Тевелєва в Харкові з пам'ятником Тарасу Шевченку в центрі. Постать поета розташовувалась на двоступінчатому постаменті, на його нижній сходинці — фігури запряжених волів; поет — в українському одязі, його погляд сумний і зосереджений;
- у другому варіанті Тарас Шевченко у сюртуці, розгніваний, із піднятою догори рукою. Його сидяча постать установлена на високому двоступінчатому постаменті; її доповнювали дві багатофігурні композиції за мотивами його поезій, розміщені на стилобаті пам'ятника.

В обох варіантах завданням Віри Мухіної було втілити образ Тараса Шевченка, як духовного провідника українського народу, а також органічно вписати монумент в навколишнє архітектурне середовище.
Станкова скульптура
- «П'єта» (1916, глина, не збереглася)[13];
- «Вітер» (1926—1927)[18];
- «Селянка» (1927, бронза, Третьяковська галерея)[5];
- «Професор Сергій Котляревський» (1929)[18];
- «Лікар Олексій Замков» (1935, мармур, Третьяковська галерея)[5];
- «Архітектор Сергій Замков» (1935, мармур, Третьяковська галерея)[5];
- «Хліб» (1939, бронза, Третьяковська галерея)[19];
- «Барій Юсупов» (1942, гіпс; 1947, бронза, Третьяковська галерея[19]; Сталінська премія II ступеня, 1943);
- «Іван Хижняк» (1942, гіпс; 1947, бронза, Третьяковська галерея[19]; Сталінська премія II ступеня, 1943);
- «Партизанка» (1942, гіпс, Національний музей Таджикистану; 1951, бронза, Третьяковська галерея)[19];
- «Хірург Микола Бурденко» (1943, гіпс, 1947, бронза, 1947, Третьяковська галерея)[13];
- «Академік Олексій Крилов» (1944, гіпс, Латвійський національний художній музей; Сталінська премія I ступеня, 1946);
- «Олександр Довженко» (1946—1947).

Монументальні твори
- Скульптурна композиція «Робітник і колгоспниця» у Москві біля північного входу на Виставку досягнень народного господарства (1937, неіржавна сталь[20]; Сталінська премія I ступеня, 1941);
- Багатофігурна скульптурна композиція «Вимагаємо миру!» у Москві в парку «Музеон» (1950, спільно з Ніною Зеленською, 3інаїдою Івановою, С. В. Казаковим, О. М. Сергєєвим[19]; Сталінська премія II ступеня, 1951);
- Пам'ятник Максиму Горькому в Москві на площі Тверська Застава (1951, спільно з Ніною Зеленською, 3інаїдою Івановою, архітектор Зіновій Розенфельд[21]; Сталінська премія I ступеня, 1952);
- Пам'ятник Максиму Горькому у Нижньому Новгороді (1952, бронза, граніт);
- Пам'ятник Петру Чайковському у Москві біля будівлі Московської державної консерваторії на Великій Нікітській вулиці, № 13 (встановлений у 1954 році, бронза, граніт, архітектори Олександр Заварзін, Дмитро Савицький[22]);
- Скульптура «Мир» на даху Волгоградського планетарія (встановлена у 1954 році)[23].

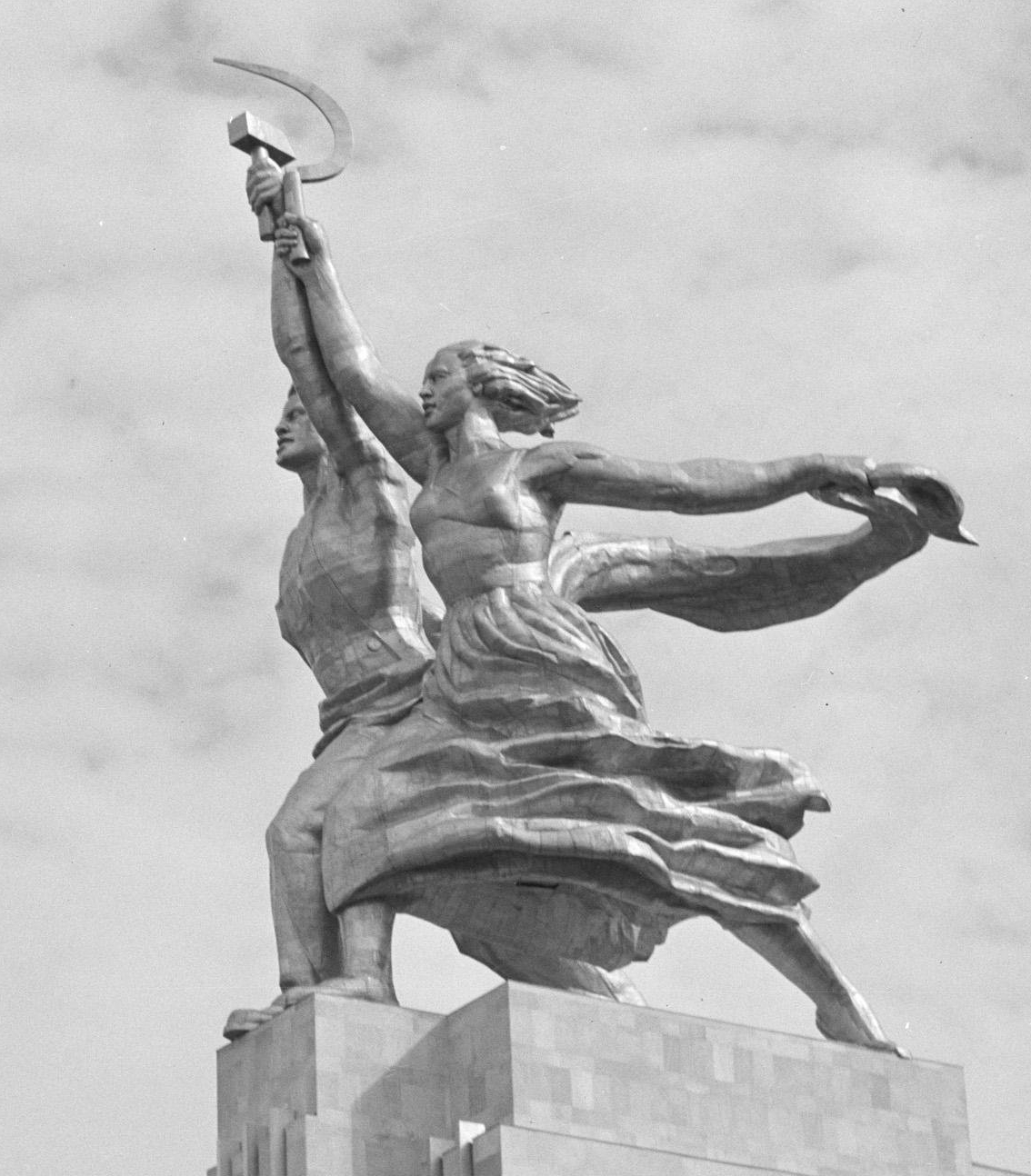
«Робітник і колгоспниця».
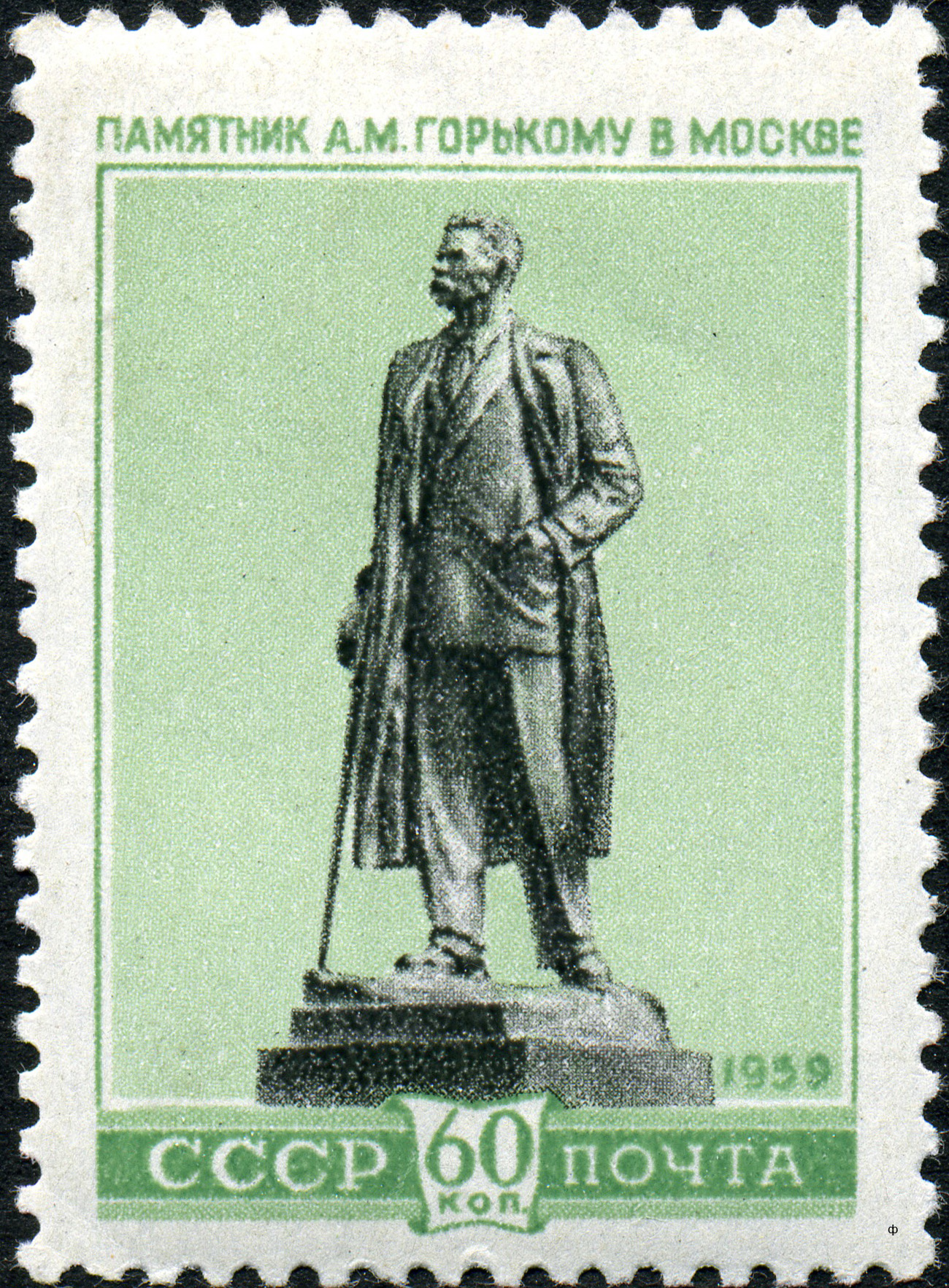
Пам'ятник Максиму Горькому в Москві на радянські марці.
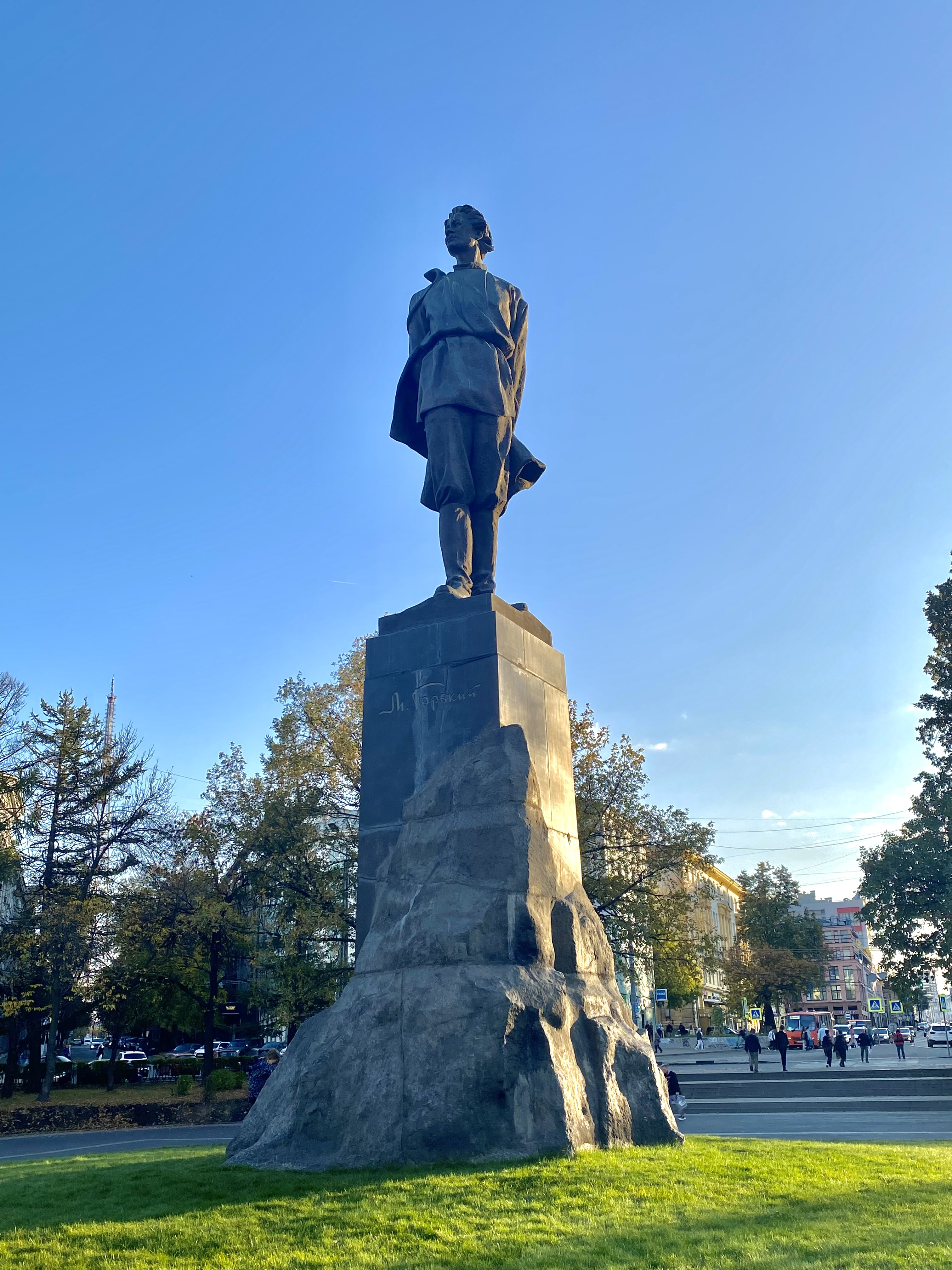
Пам'ятник Максиму Горькому в Нижньому Новгороді.
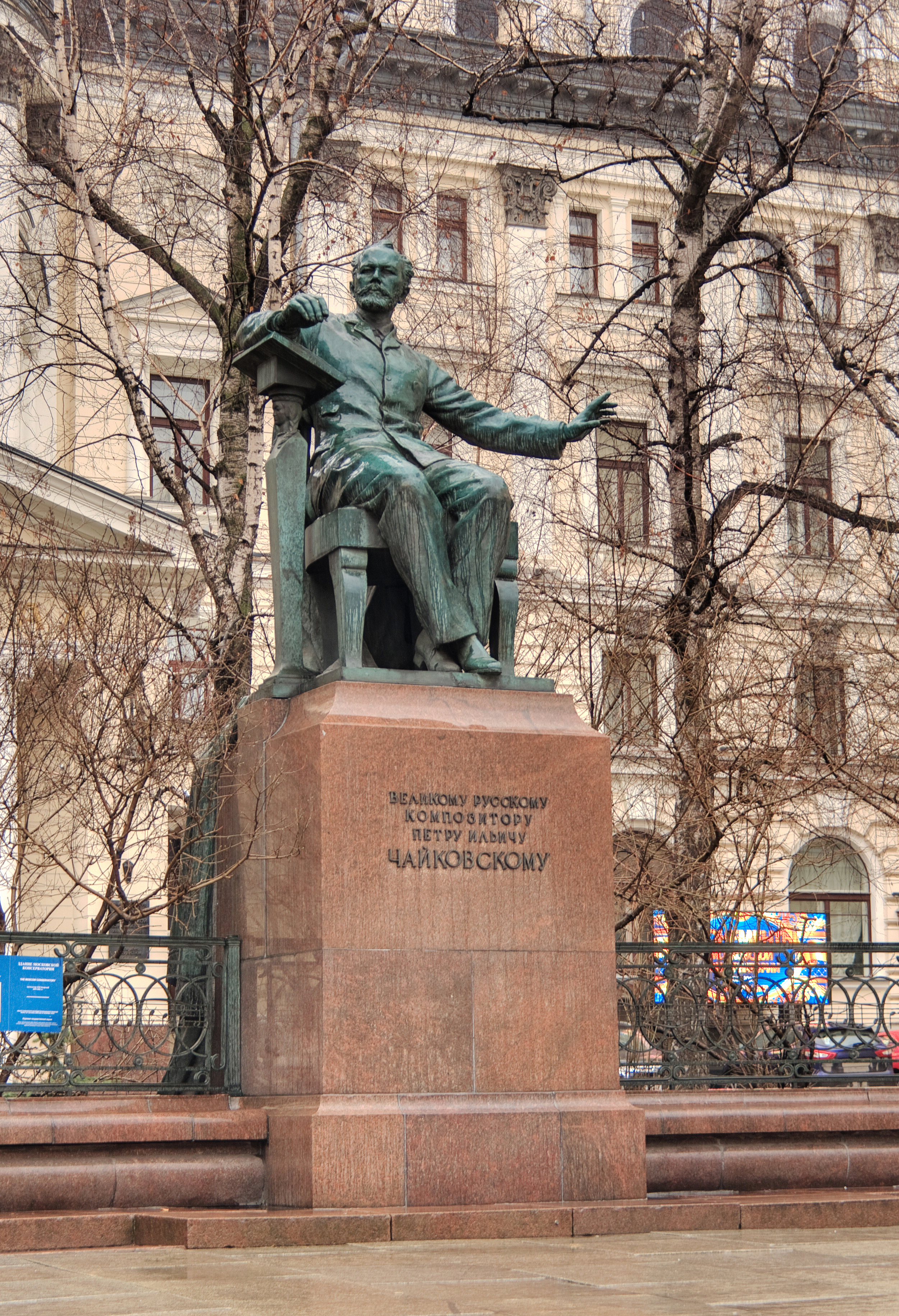
Пам'ятник Петру Чайковському у Москві
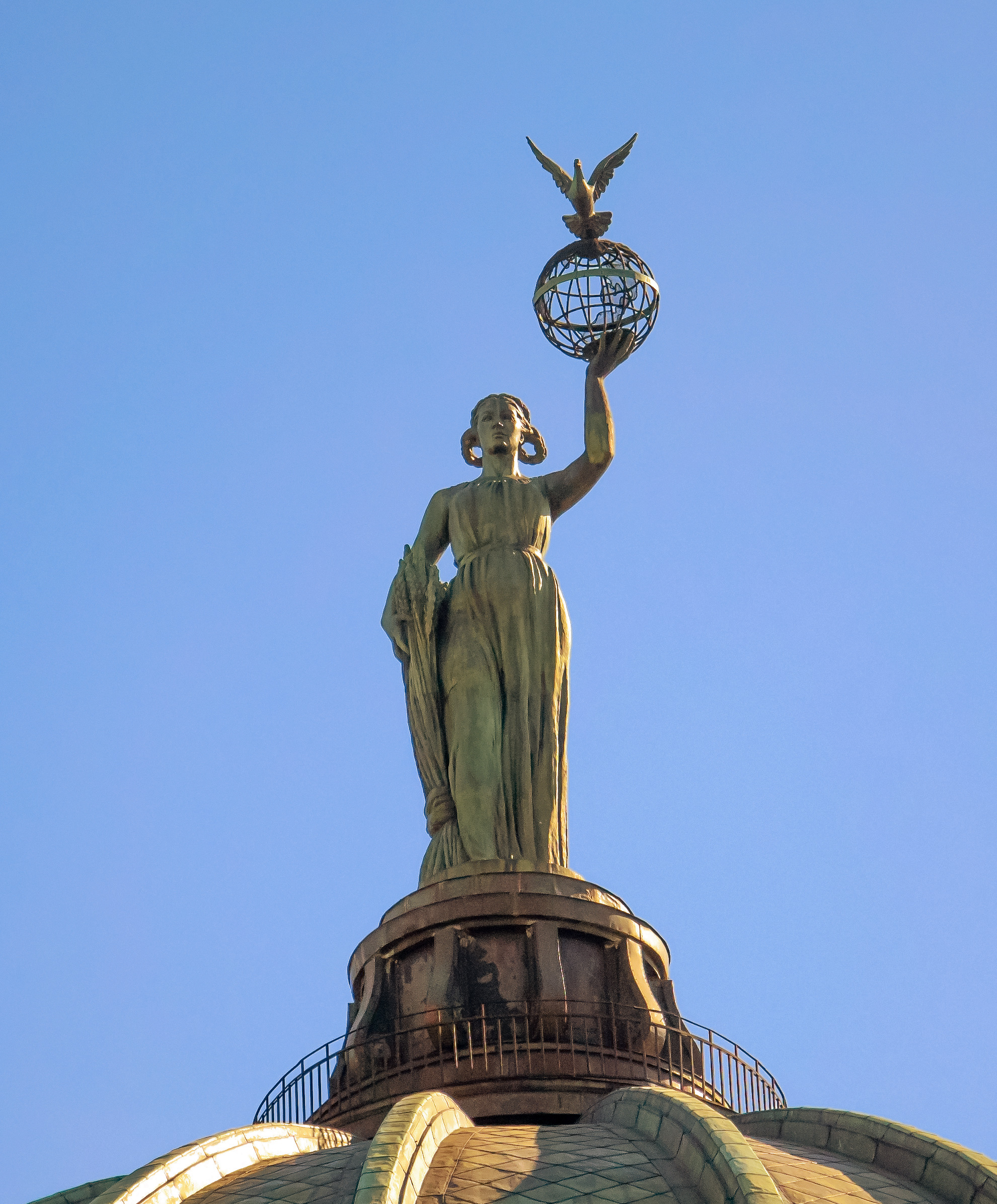
Скульптура «Мир» у Волгограді.

надгробні пам'ятники на Новодівичому цвинтарі
- Максиму Пєшкову (1935, мармур)[19];
- Леоніду Собінову (1940—1941)[19];
- Марії Єрмоловій[24];
- Олександру Довженку[25].

З кінця 1930-х років створювала вироби зі скла та порцеляни: вази, блюда, келихи. Авторка порцелянової статуетки «Сергій Корень у ролі Меркуціо» (1949). У 1944 році виготовила ескізи костюмів до вистави «Електри» Софокла у Театрі імені Євгена Вахтангова.

## Відзнаки
- Ордени Трудового Червоного Прапора (10 травня 1938, за успішну роботу з будівництва радянського павільйону на Міжнародній виставці в Парижі 1937 року), «Знак Пошани» (1945)[6];
- Медаль «За доблесну працю у Великій Вітчизняній війні 1941—1945 рр.»;
- П'ять Сталінських премій: три I ступеня (1941, 1946, 1952) і дві II ступеня (1943, 1951)[6].

почесні звання
- Заслужений діяч мистецтв РРФСР (25 жовтня 1942)[6];
- Народний художник СРСР (26 липня 1943[6]; за серію портретів героїв війни[7]).

## Вшанування
- З 1953 по 1994 рік ім'я Віри Мухіної носило Ленінградське вище художньо-промислове училище;
- Меморіальні дошки скульпторці встановлені в Ризі, на будинку на вулиці Вільгельма Пурвіта, № 23/25, де вона народилася[26], Феодосії, на будинку на вулиці Федька, № 1, де вона провела дитячі роки та у Москві, на будинку на провулку Островського, № 5А, де вона мешкала останні роки життя[11] (листопад 1956, скульптори Зінаїда Іванова та Ніна Зеленська);
- 12 квітня 1985 року у Феодосії створено Музей Віри Мухіної[27].
- У 1985 році її іменем названо один із кратерів на Венері[28].
- У 1989 році в Москві біля її майстерні на провулку Островського їй встановлено пам'ятник (автори скульптор Михайло Анікушин і архітектор Сергій Хаджибаронов)[29];
- У 1989 році 100-річчю від дня народження скульпторки Пошта СРСР присвятила поштову марку вартістю 5 копійок з картиною Михайла Нестерова «Портрет скульптора Віри Мухіної»;
- Її ім'я носять вулиці в Москві, Ризі, Іркутську, Кривому Розі, а також теплохід Північного морського пароплавства[6].